# Grupo de Artillería 15

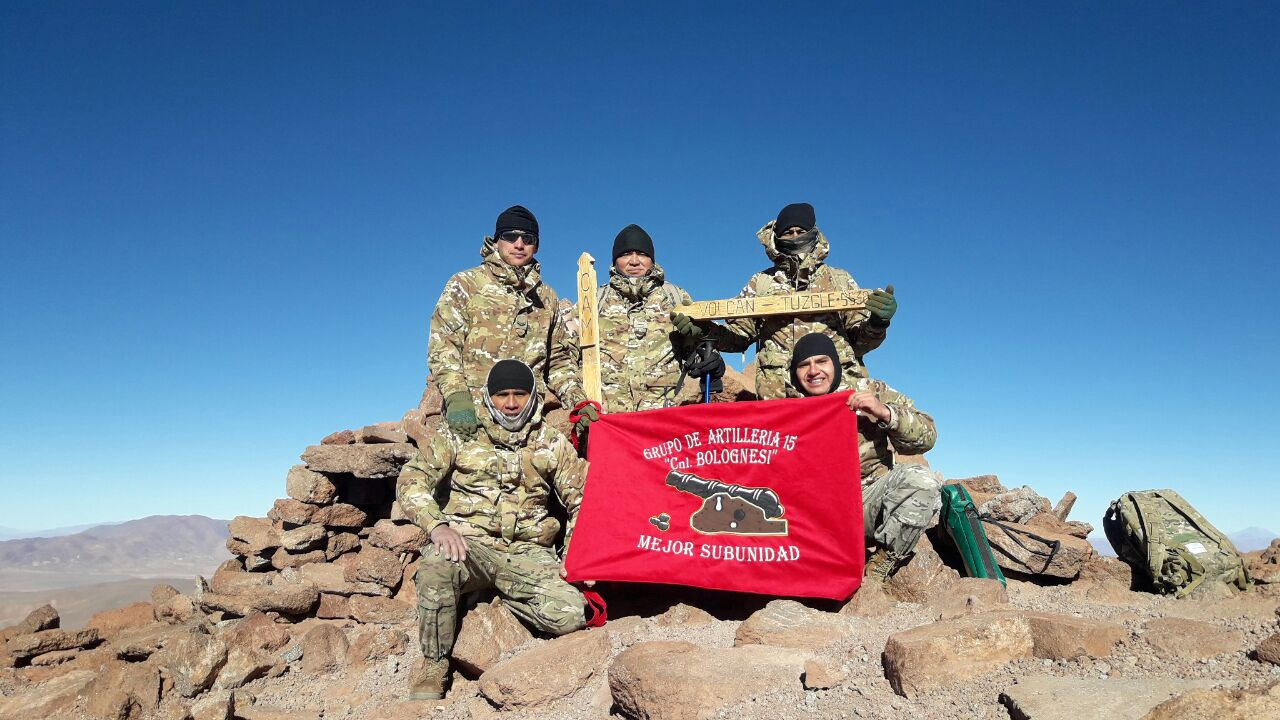
Efectivos del GA 15 en el volcán Tuzgle

El Grupo de Artillería 15 "Cnel. Francisco Bolognesi" (GA 15) es una unidad de artillería del Ejército Argentino con asiento en la guarnición de ejército en Salta, y dependiente de la Agrupación de Artillería de Campaña 601 de San Luis.

## Historia
En el año 1964 se genera el Grupo de Artillería 141 (GA 141), con asiento en Villa San Isidro, Provincia de Córdoba, dependiente del Comando del III Cuerpo de Ejército de la Ciudad de Córdoba.
En 1975 el GA 141 estuvo en el Operativo Independencia. En 1982, durante la Guerra de las Malvinas, el GA 141 envió elementos suyos junto al Grupo de Artillería Aerotransportado 4.
En 1994, por órdenes superiores, la unidad entregó 15 cañones CITER 155 mm a la Dirección General de Fabricaciones Militares, que fueron vendidos en forma ilegal a Ecuador, Croacia y Bosnia.
En 1995/96 el GA 141 abandona Córdoba y se radica en la Ciudad de Salta como GA 15, pasando a depender de la V Brigada de Infantería "Gral. Manuel Belgrano".
En 1998, en la investigación del caso argentino por el contrabando de armas, la justicia argentina allanó el cuartel de la unidad. El objetivo fue buscar documentos sobre los CITER 155 mm, similares a los que fueron contrabandeados.
En 2000, la justicia federal argentina investigó en las instalaciones de Córdoba la supuesta existencia de entierros de personas desaparecidas durante la última dictadura cívico-militar argentina.
En el año 2019 el GA 15 pasa a depender de la Agrupación de Artillería de Campaña 601 de San Luis, manteniendo su lugar en Salta.

## Nombre histórico
El nombre histórico homenajea al coronel peruano Francisco Bolognesi, en virtud de los vínculos históricos y culturales de los ejércitos de Argentina y Perú.